# Московский регион Октябрьской железной дороги
Московский регион Октябрьской железной дороги ДИЗТЕР-1 (бывшее НОД-1) — территориальное управление Октябрьской железной дороги. Пути и инфраструктура находятся на территории Московской, Тверской, Ярославской и Новгородской областей, а также города Москвы. В состав региона входит 119 станций. Регион образован на основе одноимённого отделения, ликвидированного 31 декабря 2010 года на основании приказа приказа ОАО «РЖД» № 160 от 21 октября 2010 года.

## Территория
Московский регион граничит:
- с Московской железной дорогой (МЖД)
  - по станции Москва-Товарная (станция входит в состав Московского региона ОЖД)
  - по станции Грачёвская (станция входит в состав Московского региона ОЖД)
  - по станции Поварово-1 (станция входит в состав Московского региона ОЖД)
  - по станции Шаховская (станция входит в состав Московско-Смоленского региона МЖД)
  - по станции Савёлово (станция входит в состав Московского региона ОЖД)
  - по станции Осуга (станция входит в состав Московского региона ОЖД)
- с Северной железной дорогой (СЖД)
  - по станции Сонково (станция входит в состав Московского региона ОЖД)
- с Санкт-Петербург — Витебским регионом ОЖД
  - по станции Торопец (станция входит в состав Московского региона ОЖД)
  - по станции Русаново (станция входит в состав Московского региона ОЖД)
  - по станции Валдай (станция входит в состав Санкт-Петербург — Витебского региона ОЖД)
- с Санкт-Петербургским регионом ОЖД
  - по станции Окуловка (станция входит в состав Санкт-Петербургского региона ОЖД)
- с Волховстроевским регионом ОЖД
  - по станции Овинище-II (станция входит в состав Московского региона ОЖД)[2]

Территория Московского региона включает следующие линии:
- Москва-Пассажирская — Окуловка (главный ход Октябрьской железной дороги)
- Угловка — Боровичи
- Решетниково — Конаковская ГРЭС
- Дорошиха — Васильевский Мох
- Бологое — Соблаго
- Земцы — Жарковский
- Калязин Пост — Углич
- Лихославль — Торжок — Ржев-I — Осуга
- Торжок — Соблаго
- Шаховская — Ржев-II — Старая Торопа
- Савелово — Сонково — Овинище — Весьегонск
- Валдай — Бологое — Сонково[3]

## Инфраструктура

### Локомотивные и моторвагонные депо
- Локомотивное эксплуатационное депо Москва-Октябрьская (ТЧЭ-1)
- Локомотивное ремонтное депо Тверь (ТЧР-3)
- Локомотивное эксплуатационное депо Бологое (ТЧЭ-4)
- Моторвагонное депо Крюково (ТЧ-6)
- Локомотивное эксплуатационное депо Ржев (ТЧЭ-32)

### Дистанции инфраструктуры
- Торжокская дистанция инфраструктуры (ИЧ-4)

### Дистанции пути
- Опытная Московская дистанция пути (ОПЧ-1)
- Тверская дистанция пути (ПЧ-3)
- Вышневолоцкой дистанции пути (ПЧ-4)
- Бологовская дистанция пути (ПЧ-5)
- Ржевская дистанция пути (ПЧ-6)

### Дистанции сигнализации, централизации и блокировки
- Московская (ШЧ-1)
- Тверская (ШЧ-2)
- Медведевская (ШЧ-3)
- Бологовская (ШЧ-4)
- Ржевская (ШЧ-24)

### Дистанции электрификации и энергоснабжения
- Московская (ЭЧ-1)
- Бологовская (ЭЧ-2)
- Тверская (ЭЧ-12)

### Вагонные и вагоноремонтные депо
- Ремонтное вагонное депо Бологое (ВЧД-3)
- Вагонное эксплуатационное депо Бологое (ВЧДЭ-4)
- Вагонное депо Тверь (ВЧД-14)

### Дистанции гражданских сооружений, водоснабжения и водоотведения
- Московская (НГЧ-1)

### Дистанция погрузочно-разгрузочных работ
- Московская (МЧ-1)

## Управление
Органы управления расположены по адресу: Москва, Комсомольская площадь, 3/10.
Руководитель региона — заместитель начальника Октябрьской железной дороги по территориальному управлению Сазонов Игорь Павлович